# Weatherby Lake
Weatherby Lake és una població dels Estats Units a l'estat de Missouri. Segons el cens del 2000 tenia 1.873 habitants.

## Demografia
Segons el cens del 2000, Weatherby Lake tenia 1.873 habitants, 700 habitatges, i 588 famílies. La densitat de població era de 702,1 habitants per km².
Dels 700 habitatges en un 32,7% hi vivien nens de menys de 18 anys, en un 78,9% hi vivien parelles casades, en un 3,1% dones solteres, i en un 15,9% no eren unitats familiars. En el 12,7% dels habitatges hi vivien persones soles el 2,4% de les quals corresponia a persones de 65 anys o més que vivien soles. El nombre mitjà de persones vivint en cada habitatge era de 2,67 i el nombre mitjà de persones que vivien en cada família era de 2,88.
Per edats la població es repartia de la següent manera: un 23% tenia menys de 18 anys, un 5,7% entre 18 i 24, un 20,1% entre 25 i 44, un 41,4% de 45 a 60 i un 9,9% 65 anys o més.
L'edat mediana era de 46 anys. Per cada 100 dones de 18 o més anys hi havia 100,4 homes.
La renda mediana per habitatge era de 88.030 $ i la renda mediana per família de 94.643 $. Els homes tenien una renda mediana de 61.042 $ mentre que les dones 37.386 $. La renda per capita de la població era de 37.722 $. Entorn del 0,7% de les famílies i l'1,5% de la població estaven per davall del llindar de pobresa.

## Poblacions més properes
El següent diagrama mostra les poblacions més properes.